# 佐利尼亞
51°4′47″N 27°30′58″E / 51.07972°N 27.51611°E
佐利尼亞（烏克蘭語：Зольня），是烏克蘭北部的村莊，隸屬日托米爾州的科羅斯滕區。該村始建於1780年，面積1.31平方公里，海拔高度184米，2001年人口462，人口密度每平方公里352.67人。